# 圍攻麥地那
麥地那，是阿拉伯半島的一座伊斯蘭聖城，在第一次世界大戰期間經歷了長期的圍攻。麥地那當時是鄂圖曼帝國一部分，在戰爭中，鄂圖曼帝國支持同盟國。麥加謝里夫侯赛因·本·阿里為反抗在青年土耳其黨領導下鄂圖曼帝國和哈里發，他忽略了哈里發的聖戰願望，支持中央政府。反而支持大英帝國。 
托马斯·爱德华·劳伦斯在這場反抗中發揮了重要作用。侯賽因後來佔領了麥加並圍困麥地那。這是歷史上最長的圍攻之一(持續了兩年零七個月)，直到戰爭結束。法赫里帕夏是麥地那的守將。儘管那些留在麥地那的人遭受了苦難，一些人還是稱他為“沙漠之獅”。

## 事件
1916年6月，麥加的哈希姆統治者謝里夫侯賽·本·阿里因反抗鄂圖曼帝國，在青年土耳其人的統治下，鄂圖曼帝國在那時開始走向種族民族主義，並使哈里發邊緣化。侯賽因想要向北移動並建立一個從也門到大馬士革的阿拉伯國家，並建立一個哈希姆哈里發國。當時麥地那在這方面被認為是重要的，並通過鐵路線與鄂圖曼帝國相連。侯賽因的部隊圍攻麥地那，始於1916年，一直持續到1919年1月。
在英國的支持下，由侯賽因的兒子費薩爾一世領導的最初襲擊於1916年10月對麥地那發起;然而，阿拉伯人遭到了土耳其人的嚴重打擊，這些土耳其人防衛穩固並擁有阿拉伯人所缺乏的大砲。隨著阿拉伯起義沿著紅海慢慢向北蔓延（最終導致亞喀巴被佔領），英國和阿拉伯人攻佔麥地那的戰略發生了變化，費薩爾和他的顧問們決定讓阿拉伯人獲得優勢，讓麥地那無人居住;這將迫使土耳其人保留部隊保衛麥地那，並保護漢志鐵路，這是提供城市補給的唯一方式。
為此，努里·赛义德著手在將軍阿齊茲·阿里·米斯里的指導下在麥加建立軍事訓練營。使用混合的貝都因志願者，阿拉伯軍官和阿拉伯鄂圖曼逃兵組成的軍人，阿齊茲阿里創建了三個步兵旅，一個登山旅，一個工兵部隊和三個不同由不同的拼湊而成。大砲和重口徑機槍組成的砲兵團。在他的總兵力為3萬人中，'阿齊茲'阿里提議將其分為三支軍隊：
由阿卜杜拉·本·侯賽因親王指揮的東部軍隊將負責東部周圍的麥地那。
由阿里·本·侯賽因親王指揮的南方陸軍將確保從南部麥地那周圍形成封鎖線。
由費薩爾親王指揮的北方軍隊將在北部圍繞麥地那形成警戒線。
這些軍隊有一些英國和法國軍官，他們提供技術軍事建議。其中一名官員是托马斯·爱德华·劳伦斯。
土耳其駐麥地那守將法赫雷丁帕夏的部隊被阿拉伯軍隊包圍，但他頑強地保護聖城。法赫雷丁帕夏不僅要保衛麥地那，還要保護單軌窄軌的漢志鐵路免受劳伦斯及其阿拉伯軍隊的破壞攻擊，他的整個後勤依賴於此。孤立的小型火車站的土耳其駐軍經受住連續的夜間襲擊，並確保軌道不受越來越多的破壞（1917年約130次有重大襲擊，1918年數百次，包括1918年4月30日爆炸300多枚炸彈）。
隨著鄂圖曼帝國從1918年10月30日與協約國簽署穆德洛斯停戰協定，預計法赫雷丁帕夏也將投降。儘管有鄂圖曼蘇丹的請求，他甚至在戰爭結束後也拒絕並且沒有投降。他在戰爭結束後的72天內一直佔領這座城市。在停戰後，最近的土耳其單位距離麥地那1300公里。
最終，由於缺乏供應，他的人員面臨飢餓，其餘的駐軍包括法赫雷丁帕夏於1919年1月10日投降。約旦的阿卜杜拉一世和他的軍隊於1919年1月13日進入麥地那。 投降後，阿拉伯軍隊搶劫了這座城市12天。 總共4,850所被法赫雷丁帕夏鎖定並封存的房屋被強行打開並被洗劫一空。
投降後，約有8,000名（519名軍官和7,545名士兵）土耳其駐軍人員被撤離到埃及。除了疏散外，一些人死於疾病，另一些人則獨自分散到各個地區。駐軍的武器和彈藥留給了圍攻者。

## 註腳
1. ↑  Spencer C. Tucker, Arab Revolt (1916-1918), The Encyclopedia of World War I,  ABC-CLIO, 2005, ISBN 1-85109-420-2, page 117.
2. ↑  Mehmet Bahadir Dördüncü, Mecca-Medina: the Yıldız albums of Sultan Abdülhamid II, Tughra Books, 2006, ISBN 1-59784-054-8, page 29
3. ↑  Polly a. Mohs, Military Intelligence and the Arab Revolt: The first modern intelligence war, Routledge, ISBN 1-134-19254-1, page 40
4. 1 2  Süleyman Beyoğlu , The end broken point of Turkish - Arabian relations: The evacuation of Medine, Atatürk Atatürk Research Centre Journal (Number 78, Edition: XXVI, November 2010) （土耳其文）